# Suze Orman
Susan Lynn "Suze" Orman (Chicago, 5 de juny de 1951) és una escriptora, assessora financera, oradora motivacional i presentadora de televisió estatunidenca. Es va graduar en treball social i va treballar com assessora financer de Merrill Lynch. El 1983 es va convertir en vicepresidenta d'inversions al client minorista de Prudential Bache Securities. El 1987 va fundar Suze Orman Financial Group. El 2002 es va començar a emetre el seu programa The Suze Orman Show a CNBC. El 2006 va guanyar un premi Gracie al millor presentador per The Suze Orman Show. Ha escrit diversos llibres sobre finances personals.

## Llibres
- You've Earned It, Don't Lose It: Mistakes You Can't Afford to Make When You Retire (with Linda Mead) (1995)[2]
- The Nine Steps To Financial Freedom (1997)[3]
- The Courage to Be Rich (1999)
- The Road to Wealth (2001)
- The Laws of Money, the Lessons of Life... (2003)
- The Money Book for the Young, Fabulous and Broke (2005)
- Women and Money: Owning the Power to Control Your Destiny (2007)
- Suze Orman's 2009 Action Plan (2009)
- Suze Orman's 2010 Action Plan (March 2010)
- The Money Class: Learn to Create Your New American Dream (March 2011)